# Peter Commette
Peter Michael Commette (Bronxville, Nueva York, Estados Unidos; 13 de marzo de 1954) es un regatista estadounidense.
- Campeonatos del mundo
  - 1º en el Campeonato Mundial de Laser en 1974
  - 2º en el  Campeonato Mundial de 470 en 1973
  - 3º en el Campeonato Mundial de Snipe en 2007
- Campeonatos de América del Norte 
  - 1º en el Campeonato de América del Norte de Snipe en 1992
- Juegos Panamericanos
  - 3.º en los Juegos Panamericanos de 1991 en la clase Snipe.
- Juegos Olímpicos
  - 11º en los Juegos Olímpicos de 1976 en la clase Finn